# St. Wolfgang (Hausen bei Würzburg)

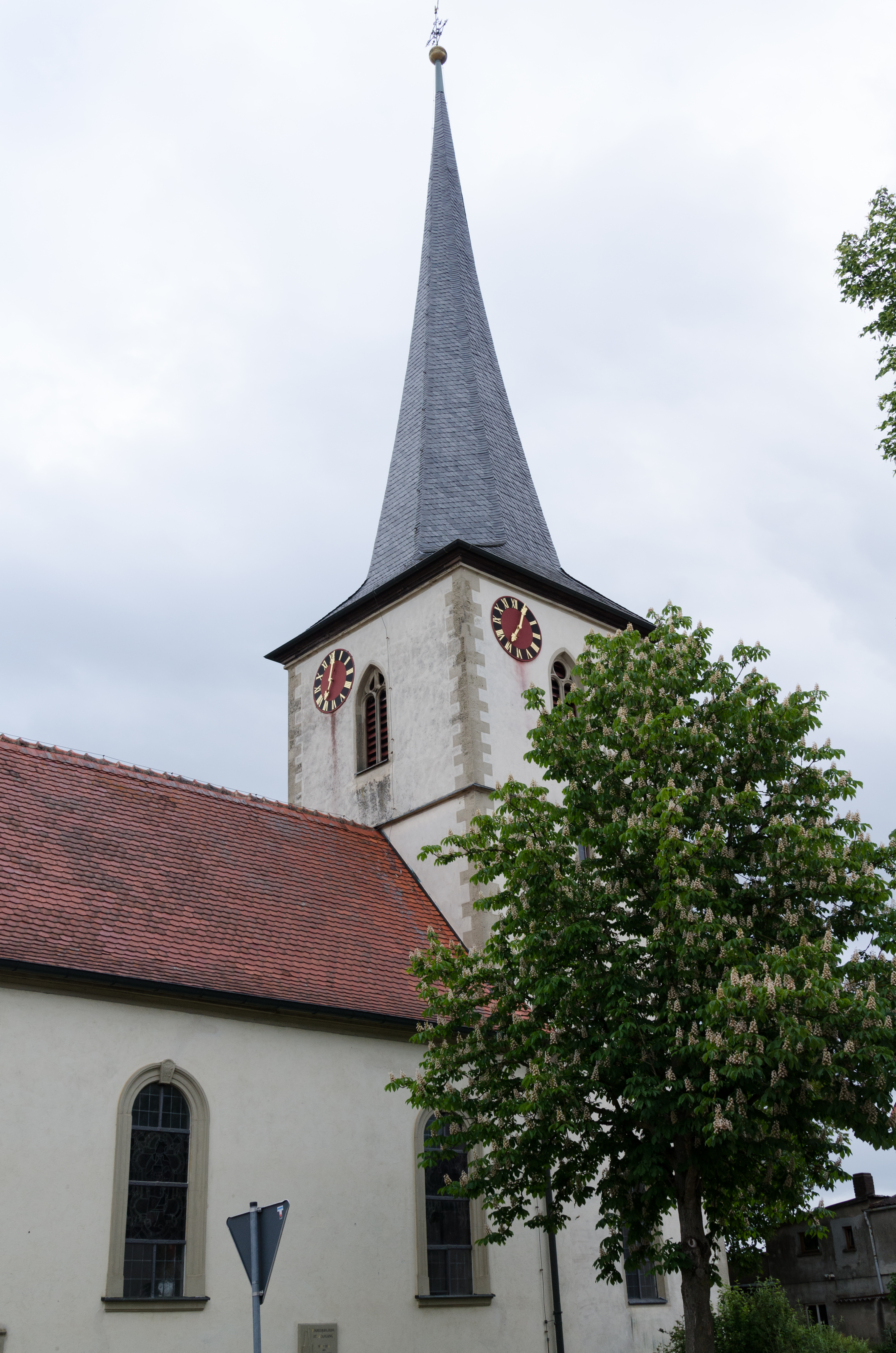
St. Wolfgang (Hausen bei Würzburg)

Die römisch-katholische, denkmalgeschützte Pfarrkirche St. Wolfgang steht in Hausen bei Würzburg, einer Gemeinde im Landkreis Würzburg (Unterfranken, Bayern). Das Bauwerk ist unter der Denkmalnummer D-6-79-143-3 als Baudenkmal in der Bayerischen Denkmalliste eingetragen. Die Kirchengemeinde gehört zur Pfarreiengemeinschaft Fährbrück im Dekanat Würzburg rechts des Mains des Bistums Würzburg.

## Beschreibung

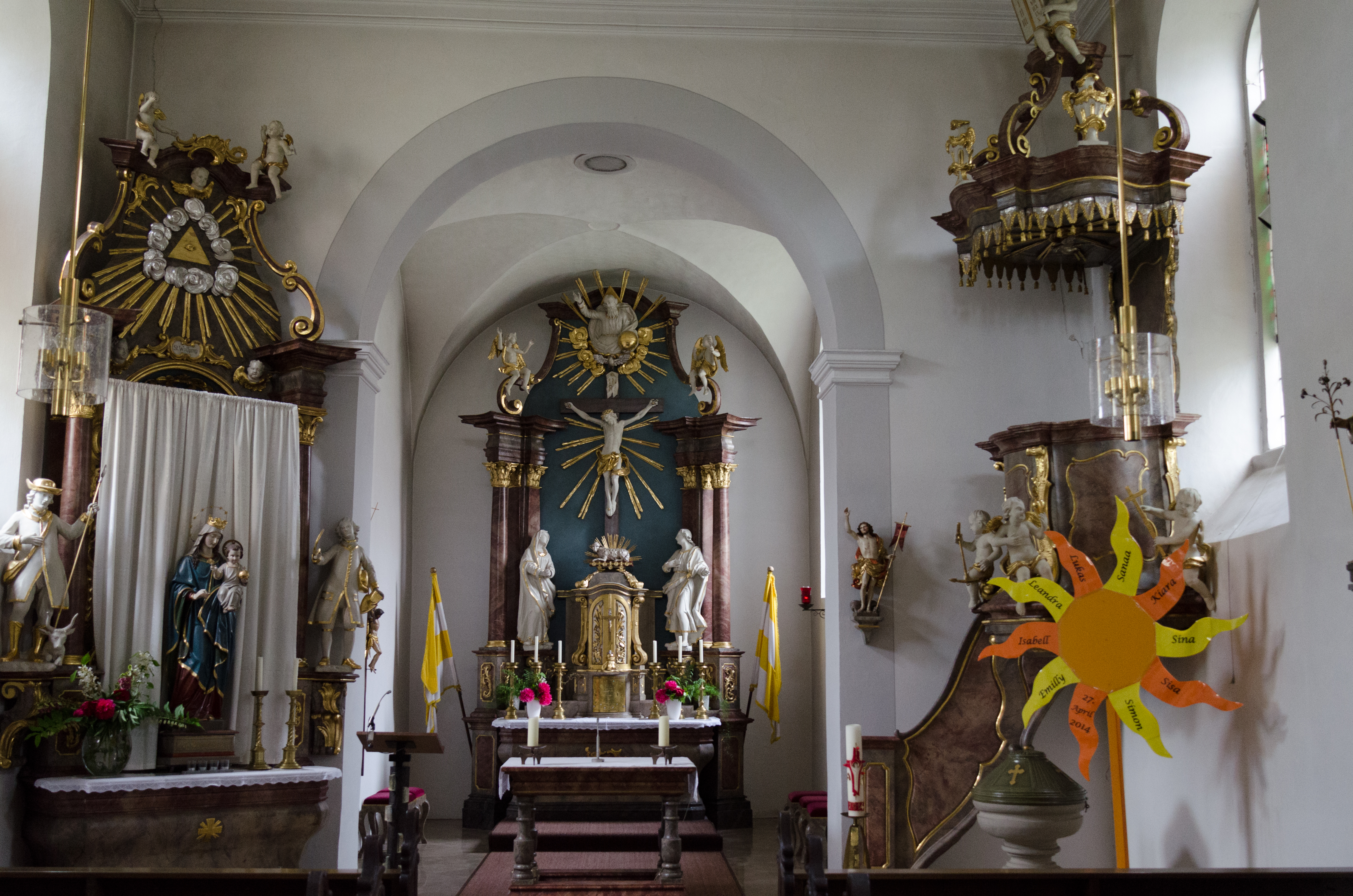
Altar

Der Chorturm wurde im Kern 1603 erbaut. Zwischen 1604 und 1614 wurde die Saalkirche unter Julius Echter umfassend erweitern, was durch zwei Bauinschriften nachgewiesen ist. Das an ihn im Westen angebaute Langhaus wurde Ende des 18. Jahrhunderts verändert und später verlängert. Der Chorturm wurde oberhalb des Dachfirstes des Langhauses um ein Geschoss aufgestockt, um die Turmuhr und den Glockenstuhl unterzubringen, und mit einem achtseitigen, schiefergedeckten Knickhelm bedeckt. Die klassizistische Kirchenausstattung, wie der Hochaltar, der Seitenaltar und die Kanzel mit ihrem Schalldeckel vor dem Chorbogen stammt vom Ende des 18. Jahrhunderts. Die Orgel auf der Empore hat 9 Register, 2 Manuale und ein Pedal und wurde 1933 von Willibald Siemann gebaut.